# Верхні Мочари
Ве́рхні Моча́ри (рос. Верхние Мочары, чув. Тури Мучар) — присілок у Чувашії Російської Федерації, у складі Мочарського сільського поселення Ядринського району.
Населення — 213 осіб (2010; 273 в 2002, 446 в 1979, 625 в 1939, 503 в 1926, 619 в 1897, 384 в 1859). Національний склад — чуваші, росіяни.

## Історія
Засновано 18 століття як околоток присілку Янимова (нині не існує). До 1866 року селяни мали статус державних, займались землеробством, тваринництвом. 1892 року відкрито школу грамоти. На початку 20 століття діяло 6 вітряків. 1933 року створено колгосп «імені Леніна». До 1926 року присілок входив до складу Чиганарської та Ядринської волостей, до 1927 року — Малокарачкінської волості Ядринського повіту, після переходу 1927 року на райони — у складі Ядринського району.

## Господарство
У присілку діють фельдшерсько-акушерський пункт, клуб, спортивний майданчик та магазин.